# 1533 Saimaa
1533 Saimaa eller 1939 BD är en asteroid upptäckt den 19 januari 1939 av den finske astronomen Yrjö Väisälä vid Storheikkilä observatorium. Asteroiden har fått sitt namn efter det finska namnet på sjön Saimen, Finland.
Den tillhör asteroidgruppen Eos.